# ななか6/17
『ななか6/17』（ななかじゅうななぶんのろく）は、八神健による日本の漫画作品、及びそれを原作としたテレビアニメ。『週刊少年チャンピオン』（秋田書店）にて2000年53号から2003年24号まで連載されていた。

## 概要
階段からの転落事故によって精神だけが6歳の「きりさとななか」に逆戻りした17歳の女子高生、霧里七華とその幼なじみでクラスメイトの不良少年、凪原稔二を中心に、彼らの送る日常を笑いあり涙ありで描いたハートフルコメディ。少年漫画にしては、やや恋愛要素を多く語られているのが特徴。
原作にはパイロット版が存在する。『週刊少年チャンピオン』にて本作の読み切り（前編・後編の二話）を発表したところ好評だったため、読み切りとは設定を若干変更して定期連載化された。このパイロット版は後に短編集『ななか6/17+』（ - プラス）に収録されている。
2002年にムービックからドラマCD化され、後にテレビ東京において全12話でアニメ化された（関東ローカル）。また、アニメにおいては未放送話『おじゃまなななか』が存在するため、現存するものとしては全13話となっている。
「11年前のアニソンを再現する」という設定で、アニメのオリジナルサウンドトラックは『リチャード・クレイダーマン』『プラスチックス』『テリー・ライリー』『パット・メセニー』、果ては『らんま1/2』のSEなどの様式模倣が確認できる。

## 登場人物
声優は、左がテレビアニメ版、右がドラマCD版のキャスト。主要キャラの名字には気象現象を表す漢字、名前には漢数字が入っている。

### 主要人物
霧里 七華（きりさと ななか）
声 - 千葉千恵巳（6歳当時は阿部真弓） / 堀江由衣
本編の主人公。17歳の女子高生。勉強命で成績はかなり優秀なのだが、冷淡で協調性が無いので友達はいない（母が死んだことによるトラウマのせいでもある模様）。ある日階段からの転落事故に遭い、精神だけが6歳のきりさとななか（後述）に戻ってしまう。
物語後半に起きた騒動が原因で、17歳でも6歳でもないヒロ（後述）という第3の人格が登場した。
連載時に行われた読者による人気投票では17歳の七華が1位で、6歳のななかが3位という結果になり、作者も「意外だった」と単行本7巻で評している。
きりさとななか
階段からの転落事故で精神だけ6歳に戻った七華。明るく元気な性格で、無邪気（必然的）にトラブルを引き起こす存在でもある。
ヒロ
17歳でも6歳でもない七華の第3の人格。一人称は「ボク」で、少年のように振舞い、クラスの女子達を魅了する。七華が暴漢に襲われたときに出現し、稔二並みの力で敵を撃退した。
凪原 稔二（なぎはら ねんじ）
声 - 鈴村健一（6歳時は三瓶由布子） / 関智一
七華のクラスメイトで幼なじみ。「怒髪の稔二」の異名を持つ不良少年。喧嘩っ早い性格だったが、七華の精神が6歳に戻ってからは、少し性格が丸みを帯びてきた。七華の父親に彼女の精神が6歳に戻ったことは秘密にしておいてくれと頼まれ、必死でその秘密を守ろうとする。犬が大の苦手。本作は彼の視点で描かれている。
人気投票の結果は4位だが、得票数では3位（ななか）の得票数の4分の1とかなり差がついた。

### 七華、稔二を取り巻く人々
雨宮 ゆり子（あめみや ゆりこ）
声 - 堀江由衣 / 久川綾
七華のクラスメイトの優等生。もともとはいじめっ子グループのリーダー格だった。しかし偶然、ななかの秘密を知ってしまい、稔二に秘密を守るため協力してくれと頼まれてからは何かとななかを助けるようになる。6歳の頃に稔二にいじめっ子から助けてもらったことから、ずっと彼に淡い恋心を抱いていた。普段は抑えているが、時々恋心が暴走して大きな事件を巻き起こすことがある。
成績は17歳の七華に次ぐほど優秀で、七華の秘密を知ってからは彼女に勉強を教えるようになる。またスポーツも万能で、音楽にもかなりの実力を持ち、特に好きなのはピアノ。
人気投票では2位に入ったが、断トツだろうと考えていた作者はこれも意外だったと書いている。
霧里 耐三（きりさと たいぞう）
声 - 松山鷹志 / 北川勝博
七華の父で作家。妻を早くに亡くしてからは男手ひとつで七華を育ててきた。
七華が幼児化してから、なんとかもとに戻れるよう同じ学校に通う幼なじみの稔二に彼女の面倒をみてくれと頼み、他の人間には学校の教師にも記憶のことは隠している。後に小説の担当編集者だった朝霞五十鈴と再婚する。
嵐山 甚八（あらしやま じんぱち）
声 - 志村知幸 / 島田敏
不良少年で、稔二とはケンカ友達。以前はいつもケンカをしていたようだが、最近稔二の性格が丸くなったため、稔二は腑抜けてしまったと思っている。稔二とのケンカ中に、奇抜なアイデアと勇気で止めに入ったななかの姿を見てからは、ななかに恋心を寄せるようになった。
嵐山 五月（あらしやま さつき）
声 - 名塚佳織 / 大谷育江
甚八の妹でなぎなたの名手。偶然にも五月の危機を救ったななかを「お姉さま」と呼んで慕うようになる。何かにつけて稔二のことを、お姉さまの心を惑わす男と言ってなぎなたを振り回してくる。
霰玉 九里子（あらたま くりこ）
声 - 野川さくら / 宮村優子
おませな幼稚園児。離れて暮らしている兄・五十六（いそろく）に似た稔二に助けてもらったことがあり、それ以来稔二のことが好きになった。ななかのことを一方的に恋のライバルだと思っており、積極的なアプローチで稔二を振り向かせようとする。
風祭 千恵（かざまつり ちえ）
声 - 千葉紗子 / -
七華のクラスメイト。ゆり子が七華の保護者的な立場になった後、七華を先導していじめる立場になったが、次第に打ち解けていく。アニメ版では隠れドミ子ファンであることが暗示される。
吉田（よしだ）
声 - 檜山修之 / -
七華のクラスメイト。まじかるドミ子やゴールドバイカーに詳しく、（6歳の）七華と仲が良い。
竜巻 ジョウ（たつまき ジョウ）
作中に出るテレビ番組「ゴールドバイカー」主演の俳優。
番組の外でも強い正義感を持つ、子供に優しい好青年。アクションも自分でこなし、バットを手にした不良少年の攻撃でも素手ではねかえす。性格はかなり天然。
単行本最終巻で彼女ができた。
氷室 那由（ひむろ なゆ）
声 - （cv無し） / 本多知恵子
七華と同級生のB組女生徒。裕福な家のお嬢様で、「オヒョーヒョヒョ」という異様な悪役そのものの笑い声を発する。わがままかつ意地悪な性格で、自分の気に入らない相手は「祭り」と称していじめの対象とするが、稔二のそばにいる七華はいじめてもこたえない上に遊んでもらっていると喜ぶので、彼女を敵として様々な悪巧みを画策するが、ことごとく失敗して自爆する。趣味の占いの結果によりやむなくA組の稔二を自分の彼氏にしようとするが、前述の性格が災いし、まったく相手にされなかった。
ゴールドバイカーこと竜巻ジョウの猛烈なファンで、ついには番組にゲスト出演するが、那由自身の個性を活かした悪役キャラクターとして、主役のゴールドバイカーをも食ってしまうほどの異様な存在感を見せた。
高潮（たかしお）
那由の同級生で彼女の取り巻きの女生徒。那由の命令で彼女の立てた裏工作を実行させられるが、失敗や那由自身の自爆が起きるとお仕置きされる。内心は那由に対してうっぷんがたまっているためか、集団から那由が攻撃されたりするとどさくさまぎれに一緒になって攻撃する。
津波（つなみ）
那由の同級生で彼女の取り巻きの女生徒。高潮と同じく那由の命令で裏工作を実行するが、失敗するとお仕置きされる。那由に対してはやはり内心ストレスを持っているのか、騒ぎが起きるとどさくさまぎれに笑いながら攻撃している。
朝霞 五十鈴（あさか いすず） / 霧里 五十鈴（きりさと いすず）
声 - （cv無し） / 井上喜久子
耐三の担当編集者である出版社の女性社員。生真面目だが優しい性格で、耐三とは仕事を超えて密かな想いを抱いていた。その後、お見合いを経て耐三と結婚し、七華の義母となった。

### 「まじかるドミ子」の登場キャラクター
まじかるドミ子 / 宍戸 美子（ししど みこ）
声 - 真田アサミ / 千葉千恵巳
作品中に出てくる、かつて人気を博したアニメ「まじかるドミ子」の主人公。ななかがまじかるドミ子のファンで、いつも彼女の真似をしている。設定としては魔法で様々な職業に姿を変え、困った人を助けるという。
ピコ太
声 - かないみか / 久川綾
「まじかるドミ子」に登場するキャラクター。魔法界から来た妖精で、ドミ子をサポートする。本名は「ピコット」だが、いつも「ピコ太」と呼ばれている（本人は気に入っていない）。
ヒロ（ドミ子の先輩）
「まじかるドミ子」に登場するキャラクター。ドミ子が憧れている先輩。

## 書誌情報
- 八神健『ななか6/17』秋田書店〈少年チャンピオン・コミックス〉、全12巻
  1. 2001年3月13日発行[1]、ISBN 4-253-05965-1
  2. 2001年7月15日発行、ISBN 4-253-05966-X
  3. 2001年10月5日発行、ISBN 4-253-05967-8
  4. 2001年12月1日発行、ISBN 4-253-05968-6
  5. 2002年2月10日発行、ISBN 4-253-05969-4
  6. 2002年4月20日発行、ISBN 4-253-20116-4
  7. 2002年6月1日発行、ISBN 4-253-20117-2
  8. 2002年10月25日発行、ISBN 4-253-20118-0
  9. 2003年1月20日発行、ISBN 4-253-20119-9
  10. 2003年4月15日発行、ISBN 4-253-20120-2
  11. 2003年6月20日発行、ISBN 4-253-20121-0
  12. 2003年7月20日発行、ISBN 4-253-20122-9
- 八神健『ななか6/17』日本文芸社〈Gコミックス〉、全2巻 - 内容は単行本と同じ。
  1. ななか、ただいま17歳編 2014年3月28日発売、ISBN 978-4537160765
  2. 七華の約束編 2014年4月26日発売、ISBN 978-4537160857

## テレビアニメ
2003年1月8日から3月26日までテレビ東京にて放送された。全12話＋未放送1話。未放送話は「ななか6/17 DVD-BOX めもりーふぁいる」に収録されている。

### スタッフ
- 監督 - 桜井弘明
- シリーズ構成 - 金春智子
- キャラクターデザイン・総作画監督 - 音地正行
- 「まじかるドミ子」キャラクターデザイン - 山川吉樹
- 美術監督 - かきもとやおき
- 色彩設計 - 安藤智美
- 撮影監督 - 鈴木洋平
- 編集 - 関一彦
- 音楽 - 増田俊郎、ダブルオーツ
- 音響監督 - なかのとおる
- プロデューサー - 小川智弘、大澤信博、松倉友二
- プロデュース - GENCO
- アニメーション制作 - J.C.STAFF
- 製作 - ななか会

### 主題歌
オープニングテーマ「素直なまま」
作詞・作曲・歌 - Funta / 編曲 - 深澤秀行、Funta
エンディングテーマ「大切な願い」
作詞 - rino / 作曲 - 長田直之 / 歌 - CooRie

### 各話リスト
| 話数   | サブタイトル           | 脚本       | 絵コンテ          | 演出            | 作画監督                                       |
| ------ | ---------------------- | ---------- | ----------------- | --------------- | ---------------------------------------------- |
| 1      | きりさとななか、6さい! | 金春智子   | 桜井弘明          | 岡本英樹        | 小栗寛子                                       |
| 2      | ピアニストななか       | 金春智子   | 桜井弘明          | 三芳唯稀        | 下谷智之、大木良一 柴田志朗、橋本英樹 小栗寛子 |
| 3      | おねえさまななか       | 池田眞美子 | 高橋亨            | 清水一伸        | 村木新太郎、アベエミコ                         |
| 4      | 3人なかよしななか      | 丸尾みほ   | 高橋亨            | 粟井重紀        | 重松しんいち                                   |
| 5      | 3人デートななか        | 金春智子   | 高田耕一          | 飯野直 小川浩司 | 小栗寛子、伊藤良太 井嶋けい子                  |
| 6      | 修学旅行ななか         | 丸尾みほ   | 島崎奈々子        | 上原秀明        | アベエミコ、片岡英之                           |
| 7      | 旅行の続きななか       | 丸尾みほ   | 小滝礼            | 粟井重紀        | 織岐一寛                                       |
| 8      | ナースなななか         | 池田眞美子 | 岡本英樹          | 岡本英樹        | 小栗寛子、栗林沢子 片岡英之                    |
| 9      | 文化祭ななか           | 池田眞美子 | 井硲清高          | 飯村正之        | 清丸悟、櫻井正明 金一培                        |
| 10     | 七華からななか         | 池田眞美子 | 錦織博            | 上原秀明        | アベエミコ、井嶋けい子                         |
| 11     | ドミかるななか         | 金春智子   | 山川吉樹 桜井弘明 | 高橋亨          | 細田直人、井嶋けい子 篁馨                      |
| 12     | 霧里七華17歳           | 金春智子   | 桜井弘明          | 岡本英樹        | 小栗寛子、しまだひであき                       |
| 未放送 | おじゃまなななか       | 丸尾みほ   | 栗原葵            | 岡本英樹        | 杉本功                                         |

| テレビ東京 水曜26:35枠                           | テレビ東京 水曜26:35枠                      | テレビ東京 水曜26:35枠 |
| 前番組                                           | 番組名                                      | 次番組 |
| ------------------------------------------------ | ------------------------------------------- | --- |
| 熱血電波倶楽部 （2002年7月3日 - 2002年12月25日） | ななか6/17 （2003年1月8日 - 2003年3月26日） | たまて箱 （2003年4月2日 - 2003年9月24日） ※26:30 - 26:40、水曜26:25枠から移動音楽的流行 （2003年4月2日 - 2004年3月24日） ※26:40 - 27:10、水曜27:05枠から移動 |